# Equipos participantes en el Campeonato Africano de Naciones de 2016
Son 16 los equipos participantes en el Campeonato Africano de Naciones de 2016, torneo en el cual solo pueden intervenir jugadores que actúan en la liga local de su respectivo país.
Diez días antes del inicio del primer partido del torneo cada asociación nacional debió enviar a a la secretaria de la Confederación Africana de Fútbol (CAF) una lista final con un máximo de 23 jugadores. Los jugadores deben tener un nombre en la camiseta y a cada uno debe corresponderle un número entre el 1 y el 23, con el número uno reservado exclusivamente para uno de los arqueros.
Un jugador de la lista final solo puede ser reemplazado en caso de lesión grave, 24 horas antes del inicio del primer partido de su selección en el torneo. La sustitución debe ser aprobada por el Comité Médico de la CAF luego de recibir un certificado médico  detallado. Una vez que el certificado médico es aprobado por la CAF la asociación interesada debe designar al jugador sustituto e informar la secretaria de la CAF.
Las consideraciones anteriores son tomadas de acuerdo al artículo 72 del reglamento del Campeonato Africano de Naciones de 2016.

## Angola
- Lista preliminar de 26 jugadores anunciada el 8 de diciembre de 2015.[2][3]
- Lista final de 23 jugadores anunciada el 13 de enero de 2016.[4][5]

| #     | Nombre                    | Nombre en camiseta   | Posición             | Edad                 | PJ Sel               | G                    | Club                    |
| ----- | ------------------------- | -------------------- | -------------------- | -------------------- | -------------------- | -------------------- | ----------------------- |
| 1     | Hipólito Damião Mário     | MARIO                | Defensa              | 30                   | -                    | -                    | Kabuscorp do Palanca    |
| 2     | Natael Paulo Masuekama    | NATAEL               | Defensa              | 22                   | -                    | -                    | Recreativo do Libolo    |
| 3     | Domingos Silvano Cussanda | SILVA                | Defensa              | 31                   | -                    | -                    | Kabuscorp do Palanca    |
| 4     | Fabrício Mafu             | FABRÍCIO             | Defensa              | 28                   | -                    | -                    | Interclube              |
| 5     | Nelson Sumbo Fonseca      | GOMITO               | Defensa              | 24                   | -                    | -                    | Benfica de Luanda       |
| 6     | Eddie Marcos Melo Afonso  | EDDIE                | Defensa              | 21                   | -                    | -                    | Recreativo do Libolo    |
| 7     | Pedro Luvumbu             | BUÁ                  | Centrocampista       | 27                   | -                    | -                    | Primeiro de Agosto      |
| 8     | Jacinto Muondo Dala       | GELSON               | Delantero            | 19                   | -                    | -                    | Primeiro de Agosto      |
| 9     | Adriano Belmiro Duarte    | YANO                 | Delantero            | 23                   | -                    | -                    | Progresso do Sambizanga |
| 10    | Augusto Quibeto           | MANGUXI              | Centrocampista       | 24                   | -                    | -                    | Petro de Luanda         |
| 11    | Ary Papel                 | ARY PAPEL            | Centrocampista       | 21                   | -                    | -                    | Primeiro de Agosto      |
| 12    | Landu Mavanga             | LANDU                | Portero              | 26                   | -                    | -                    | Recreativo do Libolo    |
| 13    | Manucho Diniz             | MANUCHO              | Centrocampista       | 29                   | -                    | -                    | Primeiro de Agosto      |
| 14    | Mateus Domingos           | MATEUS               | Centrocampista       | 22                   | -                    | -                    | Petro de Luanda         |
| 15    | Miguel Geraldo Quiami     | MIGUEL               | Defensa              | 24                   | -                    | -                    | Benfica de Luanda       |
| 16    | Bruno Baptista Fernando   | MOCO                 | Delantero            | 26                   | -                    | -                    | Interclube              |
| 17    | Danilson do Carmo Traça   | DANILSON             | Centrocampista       | 28                   | -                    | -                    | Desportivo da Huíla     |
| 18    | Mingo Bille               | MINGO BILLE          | Centrocampista       | 28                   | -                    | -                    | Primeiro de Agosto      |
| 19    | Antunes Ekundi            | EKUNDI               | Defensa              | 27                   | -                    | -                    | Primeiro de Agosto      |
| 20    | Daniel Satonho Silas      | DANY                 | Centrocampista       | 26                   | -                    | -                    | Recreativo do Libolo    |
| 21    | Isaac Correia da Costa    | ISAAC                | Defensa              | 24                   | -                    | -                    | Primeiro de Agosto      |
| 22    | Antonio Dominique         | DOMINIQUE            | Portero              | 21                   | -                    | -                    | Primeiro de Agosto      |
| 23    | Antonio Anato             | SILVA ANATO          | Centrocampista       | 21                   | -                    | -                    | Atlético Sport Aviação  |
| D. T. | José Antonio Kilamba      | José Antonio Kilamba | José Antonio Kilamba | José Antonio Kilamba | José Antonio Kilamba | José Antonio Kilamba | José Antonio Kilamba    |

## Camerún
- Lista preliminar de 25 jugadores anunciada el 29 de diciembre de 2015.[6][7]
- Lista final de 23 jugadores anunciada el 3 de enero de 2016.[8][9][10][11]

| #     | Nombre                     | Nombre en camiseta     | Posición               | Edad                   | PJ Sel                 | G                      | Club                   |
| ----- | -------------------------- | ---------------------- | ---------------------- | ---------------------- | ---------------------- | ---------------------- | ---------------------- |
| 1     | Pierre-Sylvain Abogo       | ABOGO                  | Portero                | 17                     | -                      | -                      | Canon Yaoundé          |
| 2     | Joseph Ngwem               | NGWEM                  | Defensa                | 24                     | -                      | -                      | Unisport Bafang        |
| 3     | Paul Serge Atangana Mvondo | ATANGANA               | Defensa                | 29                     | -                      | -                      | Cotonsport Garoua      |
| 4     | Djetei Mohamed             | DJETEI                 | Defensa                | 21                     | -                      | -                      | Union Douala           |
| 5     | Aaron Mbimbe II            | MBIMBE                 | Defensa                | 26                     | -                      | -                      | New Star               |
| 6     | Anthony Mfede Junior1      | MFEDE                  | Centrocampista         | 21                     | -                      | -                      | Cosmos de Bafia        |
| 7     | Moussa Souleymanou         | SOULEYMANOU            | Delantero              | 21                     | -                      | -                      | Cotonsport Garoua      |
| 8     | Armel Ngondji Ngondji      | NGONDJI                | Delantero              | 20                     | -                      | -                      | Fovu Baham             |
| 9     | Harouna Mahamat2           | MAHAMAT                | Delantero              | 21                     | -                      | -                      | Panthere Security      |
| 10    | Yazid Atouba               | ATOUBA                 | Centrocampista         | 23                     | -                      | -                      | Cotonsport Garoua      |
| 11    | Mogou Constantin           | MOGOU                  | Centrocampista         | 25                     | -                      | -                      | Young Sports Academy   |
| 12    | Samuel Nlend               | NLEND                  | Delantero              | 20                     | -                      | -                      | Union Douala           |
| 13    | Moumi Ngamaleu             | NGAMALEU               | Centrocampista         | 21                     | -                      | -                      | Cotonsport Garoua      |
| 14    | Alexandre Kombi Mandjang   | A. KOMBI               | Defensa                | 23                     | -                      | -                      | Union Douala           |
| 15    | Frank Boya                 | BOYA                   | Delantero              | 19                     | -                      | -                      | APEJES Academy         |
| 16    | Hugo Nyame                 | NYAME                  | Portero                | 29                     | -                      | -                      | Botafogo de Douala     |
| 17    | Stéphane Kingue Mpondo     | KINGUE                 | Defensa                | 30                     | -                      | -                      | Cotonsport Garoua      |
| 18    | Mark Nkongho Ojong         | OJONG                  | Centrocampista         | 18                     | -                      | -                      | Young Sports Academy   |
| 19    | Nicolas Owona Mbassegue    | MBASSEGUE              | Defensa                | 21                     | -                      | -                      | Dragon                 |
| 20    | Francis Idriss Ambane      | AMBANE                 | Centrocampista         | 31                     | -                      | -                      | Fortuna                |
| 21    | Carlain Manga Mbah         | MBAH                   | Defensa                | 23                     | -                      | -                      | Cotonsport Garoua      |
| 22    | Samuel Yves Oum Gouet      | OUM                    | Centrocampista         | 18                     | -                      | -                      | APEJES Academy         |
| 23    | Derick Fru Anye            | ANYE                   | Portero                | 20                     | -                      | -                      | Union Douala           |
| D. T. | Martin Ndtoungou Mpilé     | Martin Ndtoungou Mpilé | Martin Ndtoungou Mpilé | Martin Ndtoungou Mpilé | Martin Ndtoungou Mpilé | Martin Ndtoungou Mpilé | Martin Ndtoungou Mpilé |

## Costa de Marfil
- Lista preliminar de 31 jugadores anunciada en diciembre de 2015.[13][14]
- Lista final de 23 jugadores anunciada el 5 de enero de 2016.[15][16][17][18]

| #     | Nombre                 | Nombre en camiseta | Posición        | Edad            | PJ Sel          | G               | Club            |
| ----- | ---------------------- | ------------------ | --------------- | --------------- | --------------- | --------------- | --------------- |
| 1     | Drissa Bamba           | BAMBA              | Portero         | 22              | -               | -               | Stade d'Abidjan |
| 2     | Dagou Willie Britto    | BRITTO             | Defensa         | 19              | -               | -               | Tanda           |
| 3     | Marcellin Koffi        | KOFFI              | Defensa         | 30              | -               | -               | Tanda           |
| 4     | Mahan Marc Goua 2.°    | GOUA MARC          | Defensa         | 26              | -               | -               | ASEC Mimosas    |
| 5     | Essis Baudelaire Aka   | AKA ESSIS          | Centrocampista  | 26              | -               | -               | Séwé Sports     |
| 6     | Soualio Ouattara       | O. SOUALIO         | Defensa         | 20              | -               | -               | Africa Sports   |
| 7     | AtchoHermann Djobo     | ATCHO              | Delantero       | 27              | -               | -               | Tanda           |
| 8     | Gbagnon Anicet Badié   | BADIE              | Centrocampista  | 23              | -               | -               | AFAD Djékanou   |
| 9     | Adama Kangouté         | KANGOUTE           | Defensa         | 24              | -               | -               | ASEC Mimosas    |
| 10    | Yannick Zakri          | ZAKRI              | Centrocampista  | 24              | -               | -               | ASEC Mimosas    |
| 11    | Koffi Davy Boua        | BOUA KOFFI         | Delantero       | 29              | -               | -               | Tanda           |
| 12    | Yace Marius Okpekon    | YACE               | Centrocampista  | 29              | -               | -               | Africa Sports   |
| 13    | Yao Serge Nguessan     | SERGE              | Centrocampista  | 21              | -               | -               | AFAD Djékanou   |
| 14    | Frank Guiza            | GUIZA D            | Delantero       | 20              | -               | -               | Séwé Sports     |
| 15    | Romuald Kouassi Diallo | DIALLO             | Defensa         | 26              | -               | -               | Williamsville   |
| 16    | Badra Ali Sangaré      | BADRA ALI          | Portero         | 29              | -               | -               | Tanda           |
| 17    | Dominique Mevy         | MEVY               | Delantero       | 21              | -               | -               | Moossou         |
| 18    | Wassawaly Eric Toh     | TOH ERIC           | Delantero       | 27              | -               | -               | Yopougon        |
| 19    | Nilmar Treika Blé      | BLE TREIKA         | Centrocampista  | 23              | -               | -               | Séwé Sports     |
| 20    | Inza Diabaté           | D. INZA            | Centrocampista  | 23              | -               | -               | Tanda           |
| 21    | Cheick Ibrahim Comara  | COMARA             | Defensa         | 22              | -               | -               | AFAD Djékanou   |
| 22    | Soualiho Coulibaly     | COULIBALY          | Defensa         | 30              | -               | -               | Stade d'Abidjan |
| 23    | Abdoul Karim Cissé     | CISSE              | Portero         | 30              | -               | -               | Sporting Gagnoa |
| D. T. | Michel Dussuyer        | Michel Dussuyer    | Michel Dussuyer | Michel Dussuyer | Michel Dussuyer | Michel Dussuyer | Michel Dussuyer |

## Etiopía
- Lista preliminar de 30 jugadores anunciada el 26 de diciembre de 2015.[19]
- Lista final de 23 jugadores anunciada el 7 de enero de 2016.[20][21][22]

| #     | Nombre                 | Nombre en camiseta | Posición       | Edad           | PJ Sel         | G              | Club               |
| ----- | ---------------------- | ------------------ | -------------- | -------------- | -------------- | -------------- | ------------------ |
| 1     | Abel Mamo              | ABEL               | Portero        | 21             | -              | -              | Mugher Ciminto     |
| 2     | Tekalign Dejene        | TEKALIGN           | Defensa        | 23             | -              | -              | Dedebit            |
| 3     | Yared Belay            | YARE               | Defensa        | 20             | -              | -              | Dashen Beer        |
| 4     | Tegegn Anteneh Tesfaye | ANT                | Defensa        | 24             | -              | -              | Sidama Coffee      |
| 5     | Wondifraw Getahun      | GETAHUN            | Defensa        | 19             | -              | -              | Ethiopian Coffee   |
| 6     | Alula Girma            | ALULA              | Defensa        | 22             | -              | -              | Saint-George       |
| 7     | Eliyas Mamo            | ELIYAS             | Centrocampista | 21             | -              | -              | Ethiopian Coffee   |
| 8     | Asrat Megersa Gobena   | ASRAT              | Centrocampista | 28             | -              | -              | Dashen Beer        |
| 9     | Deng Ramkel Lok        | RAMKEL             | Delantero      | 21             | -              | -              | Saint-George       |
| 10    | Tafesse Tesfaye Sege   | TAFESSE            | Delantero      | 29             | -              | -              | Adama City         |
| 11    | Sulieman Mohamed       | SULI               | Defensa        | 28             | -              | -              | Adama City         |
| 12    | Yidnekachew Beyene     | YIDNEKACHEW        | Portero        | 26             | -              | -              | Defence Force      |
| 13    | Tadele Mergiya         | TADELE             | Centrocampista | 24             | -              | -              | Arba Minch Kenema  |
| 14    | Tafesse Shewamene      | TEFE               | Centrocampista | 22             | -              | -              | Awassa City        |
| 15    | Aechalew Tamene        | ASCHALEW           | Defensa        | 19             | -              | -              | Saint-George       |
| 16    | Samson Alemu           | SAMI               | Centrocampista | 22             | -              | -              | Dedebit            |
| 17    | Seyoum Tesfaye         | SEYOUM             | Defensa        | 26             | -              | -              | Dedebit            |
| 18    | Mulualem Haile         | MULUALEM           | Delantero      | 26             | -              | -              | Defence Force      |
| 19    | Yiech Gatoch Panom     | GATOCH PANOM       | Centrocampista | 21             | -              | -              | Ethiopian Coffee   |
| 20    | Behailu Assefa         | BEHAILU            | Centrocampista | 27             | -              | -              | Saint-George       |
| 21    | Tesfaye Alebachew      |                    | Centrocampista | 21             | -              | -              | Saint-George       |
| 22    | Beneyam Demte          | BEN                | Centrocampista | 17             | -              | -              | Ethiopia Nigd Bank |
| 23    | Dereje Genet Alemu     |                    | Portero        | 25             | -              | -              | Dashen Beer        |
| D. T. | Yohannes Sahle         | Yohannes Sahle     | Yohannes Sahle | Yohannes Sahle | Yohannes Sahle | Yohannes Sahle | Yohannes Sahle     |

## Gabón
- Lista final de 23 jugadores anunciada el 4 de enero de 2016.[23][24][25][26]

| #     | Nombre                    | Nombre en camiseta   | Posición             | Edad                 | PJ Sel               | G                    | Club                 |
| ----- | ------------------------- | -------------------- | -------------------- | -------------------- | -------------------- | -------------------- | -------------------- |
| 1     | Yves Bitséki Moto         | BITSEKI MOTO         | Portero              | 32                   | -                    | -                    | Mounana              |
| 2     | Georges Ambourouet        | AMBOUROUET           | Defensa              | 29                   | -                    | -                    | Akanda               |
| 3     | Edmond Mouele             | MOUELE               | Defensa              | 27                   | -                    | -                    | Mangasport           |
| 4     | Knox Ness-Younga          | KNOX                 | Centrocampista       | 21                   | -                    | -                    | Mounana              |
| 5     | Auriol Pongui Kombo       | AURIOL PONGUI        | Defensa              | 22                   | -                    | -                    | Missile              |
| 6     | Tchen Djesnot Kabib       | KABI                 | Centrocampista       | 29                   | -                    | -                    | Missile              |
| 7     | Allen Nono                | A. NONO              | Delantero            | 23                   | -                    | -                    | Pélican              |
| 8     | Romuald Ntsitsigui Ewouta | NTSITSIGUI           | Delantero            | 24                   | -                    | -                    | Mangasport           |
| 9     | Abdul Djamilou Atchabao   | ATCHABAO             | Delantero            | 25                   | -                    | -                    | Mounana              |
| 10    | Wils Aworet Ogoula        | V. AWORET            | Centrocampista       | 24                   | -                    | -                    | Akanda               |
| 11    | Mario Mandrault           | MANDRAULT            | Delantero            | 17                   | -                    | -                    | Pélican              |
| 12    | Cédric Ondo Biyoghe       | BIYOGHE C.           | Delantero            | 21                   | -                    | -                    | Mounana              |
| 13    | Franck Perrin Obambou     | F. OBAMBOU           | Defensa              | 20                   | -                    | -                    | Akanda               |
| 14    | Cyrille Avebe             | AVEBE                | Centrocampista       | 38                   | -                    | -                    | Missile              |
| 15    | Prince Junior Ndinga      | NDINGA               | Defensa              | 22                   | -                    | -                    | Missile              |
| 16    | Laurhian Kantsouga        | KANTOSUGA            | Portero              | 27                   | -                    | -                    | Mangasport           |
| 17    | Aaron Salem Boupendza     | BOUPENDZA            | Delantero            | 19                   | -                    | -                    | Mounana              |
| 18    | Stéphane Heyong Essono    | HEYONG               | Defensa              | 22                   | -                    | -                    | Bitam                |
| 19    | Stevy Guevane Nzambe      | NZAMBE               | Defensa              | 24                   | -                    | -                    | Pélican              |
| 20    | Lionel Richie Yakouya1    | YAKOUYA              | Delantero            | 25                   | -                    | -                    | Mangasport           |
| 21    | Christian Nzé Ondo        | MOUNDOUNGA           | Defensa              | 23                   | -                    | -                    | Missile              |
| 22    | Yann José Gnassa Mangonda | GNASSA               | Centrocampista       | 23                   | -                    | -                    | Mangasport           |
| 23    | Paulin Nzambi             | NZAMBI               | Portero              | 34                   | -                    | -                    | Missile              |
| D. T. | Stéphane Bounguendza      | Stéphane Bounguendza | Stéphane Bounguendza | Stéphane Bounguendza | Stéphane Bounguendza | Stéphane Bounguendza | Stéphane Bounguendza |

## Guinea
- Lista  final de 23 jugadores anunciada el 4 de enero de 2016.[27][28][29][30][31]

| #     | Nombre                   | Nombre en camiseta       | Posición                 | Edad                     | PJ Sel                   | G                        | Club                     |
| ----- | ------------------------ | ------------------------ | ------------------------ | ------------------------ | ------------------------ | ------------------------ | ------------------------ |
| 1     | Abdoulaye Kanté          | A. KANTE                 | Portero                  | 22                       | -                        | -                        | Kaloum Star              |
| 2     | Mohamed Thiam            | M. THIAM                 | Delantero                | 19                       | -                        | -                        | Kaloum Star              |
| 3     | Ibrahima Sory Bangoura   | I. S. BANGOURA           | Defensa                  | 26                       | -                        | -                        | Horoya                   |
| 4     | Thierno Camara           | T. CAMARA                | Centrocampista           | 20                       | -                        | -                        | Séquence                 |
| 5     | Alsény Bangoura          | A. BANGOURA              | Defensa                  | 22                       | -                        | -                        | Horoya                   |
| 6     | Ibrahima Sory Sankhon    | I. S. SANKHON            | Centrocampista           | 20                       | -                        | -                        | Horoya                   |
| 7     | Boniface Haba            | B.F.HABA                 | Delantero                | 19                       | -                        | -                        | Horoya                   |
| 8     | Ibrahima Sory Soumah     | I. S. SOUMAH             | Centrocampista           | 40                       | -                        | -                        | Kaloum Star              |
| 9     | Abdoulaye Samaké         | SAMAKE                   | Delantero                | 20                       | -                        | -                        | Hafia                    |
| 10    | Aboubacar Mouctar Sylla  | BOUBA. S                 | Delantero                | 20                       | -                        | -                        | Hafia                    |
| 11    | Moussa Diawara           | M. DIAWARA               | Delantero                | 21                       | -                        | -                        | Kaloum Star              |
| 12    | Aboubacar Sylla          | IYANGHA                  | Centrocampista           | 22                       | -                        | -                        | Kaloum Star              |
| 13    | Alsény Camara            | A. CAMARA                | Defensa                  | 19                       | -                        | -                        | Kaloum Star              |
| 14    | Jean Mousté              | J. MOUSTE                | Centrocampista           | 22                       | -                        | -                        | Hafia                    |
| 15    | Alsény 2 Camara          | CAMARA.A                 | Delantero                | 21                       | -                        | -                        | Kaloum Star              |
| 16    | Abdul Aziz Keita         | A. KEITA                 | Portero                  | 26                       | -                        | -                        | Kaloum Star              |
| 17    | Daouda Camara            | D.CAMARA                 | Delantero                | 18                       | -                        | -                        | Horoya                   |
| 18    | Aboubacar Kilé Bangoura  | K.BANGOURA               | Delantero                | 21                       | -                        | -                        | Soumba                   |
| 19    | Mohamed Youla            | M. YOULA                 | Defensa                  | 19                       | -                        | -                        | Kaloum Star              |
| 20    | Issiaga Camara           | I. CAMARA                | Centrocampista           | 18                       | -                        | -                        | Horoya                   |
| 21    | Ibrahima Aminata Condé   | I. A. CONDE              | Defensa                  | 17                       | -                        | -                        | Horoya                   |
| 22    | Nouhan Condé1            | NOUHAN                   | Portero                  | 20                       | -                        | -                        | Satellite                |
| 23    | Aboubacar Leo Camara     | A. LEO. CAMARA           | Defensa                  | 23                       | -                        | -                        | Kaloum Star              |
| D. T. | Mohamed Kanfory Bangoura | Mohamed Kanfory Bangoura | Mohamed Kanfory Bangoura | Mohamed Kanfory Bangoura | Mohamed Kanfory Bangoura | Mohamed Kanfory Bangoura | Mohamed Kanfory Bangoura |

## Malí
- Lista preliminar de 30 jugadores anunciada el 15 de diciembre de 2015.[34][35]
- Lista final de 23 jugadores anunciada el 7 de enero de 2016.[36][37][38]

| #     | Nombre              | Nombre en camiseta | Posición       | Edad          | PJ Sel        | G             | Club                       |
| ----- | ------------------- | ------------------ | -------------- | ------------- | ------------- | ------------- | -------------------------- |
| 1     | Samuel Diarra       | SAMUEL             | Portero        | 17            | -             | -             | Korofina                   |
| 2     | Ousmane Diarra      | OUSMANE            | Defensa        | 25            | -             | -             | Onze Créateurs             |
| 3     | Abdoulaye Traoré    | TRAORE             | Centrocampista | 21            | -             | -             | Djoliba                    |
| 4     | Issaka Samaké       | ISSAKA             | Defensa        | 21            | -             | -             | Stade Malien               |
| 5     | Hamed Marius Assako | MARIUS             | Defensa        | 24            | -             | -             | Onze Créateurs             |
| 6     | Sékou Diarra        | SEKOU              | Defensa        | 22            | -             | -             | Onze Créateurs             |
| 7     | Abdoul Aziz Touré   | AZIZ               | Centrocampista | 25            | -             | -             | Real Bamako                |
| 8     | Yves Bissouma1      | YVES               | Centrocampista | 19            | -             | -             | Real Bamako                |
| 9     | Hamidou Sinayoko    | SINAYOKO           | Delantero      | 29            | -             | -             | Djoliba                    |
| 10    | Mamadou Coulibaly   | COULIBALY          | Delantero      | 30            | -             | -             | Stade Malien               |
| 11    | Lamine Traoré       | LAMINE             | Delantero      | 22            | -             | -             | Onze Créateurs             |
| 12    | Lassana Samaké      | LASSANA            | Defensa        | 23            | -             | -             | Onze Créateurs             |
| 13    | Moussa Sissoko      | SISSOKO            | Centrocampista | 20            | -             | -             | Onze Créateurs             |
| 14    | Oumar Koné          | OUMAR              | Defensa        | 24            | -             | -             | Stade Malien               |
| 15    | Mamadou Doumbia     | DOUMBIA            | Defensa        | 20            | -             | -             | Stade Malien               |
| 16    | Djigui Diarra       | DJIGUI             | Portero        | 20            | -             | -             | Stade Malien               |
| 17    | N'Guessan Kouame2   | KOUAME             | Centrocampista | 19            | -             | -             | Real Bamako                |
| 18    | Aliou Dieng         | ALIOU              | Centrocampista | 18            | -             | -             | Djoliba                    |
| 19    | Abdoulaye Diarra    | DIARRA             | Centrocampista | 21            | -             | -             | Cercle Olympique de Bamako |
| 20    | Yaya Samaké         | SAMAKE             | Centrocampista | 21            | -             | -             | Nianan                     |
| 21    | Abdoul Karim Danté  | DANTE              | Defensa        | 17            | -             | -             | Jeanne d'Arc               |
| 22    | Alassane Diallo     | ALASSANE           | Portero        | 28            | -             | -             | Onze Créateurs             |
| 23    | Sekou Koita         | KOITA              | Centrocampista | 16            | 0             | 0             | Kita                       |
| D. T. | Djibril Dramé       | Djibril Dramé      | Djibril Dramé  | Djibril Dramé | Djibril Dramé | Djibril Dramé | Djibril Dramé              |

## Marruecos
- Lista preliminar de 30 jugadores anunciada el 15 de diciembre de 2015.[39]
- Lista final de 23 jugadores anunciada el 5 de enero de 2016.[40][41][42][43]

| #     | Nombre                     | Nombre en camiseta | Posición       | Edad           | PJ Sel         | G              | Club                   |
| ----- | -------------------------- | ------------------ | -------------- | -------------- | -------------- | -------------- | ---------------------- |
| 1     | Mohammed Amine El Bourkadi | BOURKADI           | Portero        | 30             | -              | -              | Olympique Khouribga    |
| 2     | El Mehdi El Bassil         | EL BASSIL          | Defensa        | 28             | -              | -              | FUS de Rabat           |
| 3     | Mohamed Abarhoun           | ABARHOUN           | Defensa        | 26             | -              | -              | Mogreb Atlético Tetuán |
| 4     | Jawad El Yamiq             | EL YAMIQ           | Defensa        | 23             | -              | -              | Olympique Khouribga    |
| 5     | Abderrahim Achchakir       | ACHCHAKIR          | Defensa        | 29             | -              | -              | FAR Rabat              |
| 6     | Brahim Nakach              | NAKACH             | Centrocampista | 33             | -              | -              | Wydad Casablanca       |
| 7     | Mohammed Ounnajem          | OUNNAJEM           | Centrocampista | 24             | -              | -              | Wydad Casablanca       |
| 8     | Zakaria Hadraf             | HADRAF             | Delantero      | 25             | -              | -              | Difaa El Jadida        |
| 9     | Abdessalam Benjelloun      | BENJELLOUN         | Delantero      | 30             | -              | -              | FUS de Rabat           |
| 10    | Abdessamad El Mobaraky     | EL MOBARAKY        | Centrocampista | 35             | -              | -              | Chabab Rif Al Hoceima  |
| 11    | Abdeladim Khadrouf         | KHADROUF           | Centrocampista | 31             | -              | -              | Mogreb Atlético Tetuán |
| 12    | Abdelali Mhamdi            | MHAMDI             | Portero        | 24             | -              | -              | Renaissance de Berkane |
| 13    | Anass Lamrabat             | LAMRABAT           | Defensa        | 22             | -              | -              | Mogreb Atlético Tetuán |
| 14    | Abdelghani Mouaoui         | MOUAOUI            | Delantero      | 26             | -              | -              | Ittihad Tanger         |
| 15    | Mohamed Aziz1              | AZIZ               | Defensa        | 31             | -              | -              | Renaissance de Berkane |
| 16    | Mohamed Oulhaj             | OULHAJ             | Defensa        | 28             | -              | -              | Raja Casablanca        |
| 17    | Marouane Saadane           | SAADANE            | Centrocampista | 23             | -              | -              | FUS de Rabat           |
| 18    | Abdelilah Hafidi           | HAFIDI             | Centrocampista | 23             | -              | -              | Raja Casablanca        |
| 19    | Mourad Batna               | BATNA              | Centrocampista | 25             | -              | -              | FUS de Rabat           |
| 20    | Ahmed Jahouh               | JAHOUH             | Centrocampista | 27             | -              | -              | Raja Casablanca        |
| 21    | Adil Karrouchy             | KARROUCHY          | Defensa        | 33             | -              | -              | Raja Casablanca        |
| 22    | Abderrahman El Houasli     | EL HOUASLI         | Portero        | 31             | -              | -              | FUS de Rabat           |
| 23    | Issam Erraki               | ERRAKI             | Centrocampista | 35             | -              | -              | Raja Casablanca        |
| D. T. | M'hamed Fakhir             | M'hamed Fakhir     | M'hamed Fakhir | M'hamed Fakhir | M'hamed Fakhir | M'hamed Fakhir | M'hamed Fakhir         |

## Níger
- Lista  final de 23 jugadores anunciada el 6 de enero de 2016.[44][45][46]

| #     | Nombre                     | Nombre en camiseta | Posición        | Edad            | PJ Sel          | G               | Club            |
| ----- | -------------------------- | ------------------ | --------------- | --------------- | --------------- | --------------- | --------------- |
| 1     | Moussa Alzouma             | M. ALZOUMA         | Portero         | 33              | -               | -               | Garde Nationale |
| 2     | Ibrahim Moussa Paraiso     | Paraiso            | Centrocampista  | 21              | -               | -               | Garde Nationale |
| 3     | Inoussa Ismael             | Ismael             | Defensa         | 21              | -               | -               | Douanes         |
| 4     | Kader Amadou               | A. Kader           | Defensa         | 26              | -               | -               | Sonidep         |
| 5     | Moussa Shefu Maïkudi       | Shefu              | Defensa         | 30              | -               | -               | Sahel           |
| 6     | Youssouf Oumarou           | Youssouf           | Centrocampista  | 22              | -               | -               | ASFAN           |
| 7     | Adamou Moussa Issa         | Adamou M.          | Delantero       | 21              | -               | -               | ASFAN           |
| 8     | Abdou Abdoul Aziz          | A. Aziz            | Centrocampista  | 25              | -               | -               | Nigelec         |
| 9     | Idrissa Halidou Garba      | H. Garba           | Delantero       | 33              | -               | -               | Garde Nationale |
| 10    | Mossi Moussa Issa          | Mossi              | Delantero       | 22              | -               | -               | Sahel           |
| 11    | Zakari Adebayor            | Z. Adebayor        | Delantero       | 19              | -               | -               | Douanes         |
| 12    | Souleymane Dela Sako       | Dela Sako          | Centrocampista  | 31              | -               | -               | Garde Nationale |
| 13    | Ganiyu Elh Hutmanu Gouro   | Ganiyu             | Defensa         | 24              | -               | -               | Nigelec         |
| 14    | Imrana Hamidou Seyni       | Imarana            | Delantero       | 24              | -               | -               | ASFAN           |
| 15    | Boureima Katkore           | Katkore            | Defensa         | 22              | -               | -               | ASFAN           |
| 16    | Omarou Soumaila            | OUMAROU S.         | Portero         | 28              | -               | -               | US GN           |
| 17    | Mahamadou Souley Salamoune | Souley M.          | Defensa         | 20              | -               | -               | Garde Nationale |
| 18    | Koffi Dan Kowa             | K. Dankwae         | Defensa         | 26              | -               | -               | Sahel           |
| 19    | Issiakou Koudizé           | Koudize            | Centrocampista  | 25              | -               | -               | Garde Nationale |
| 20    | Harouna Ali Saidou         | Harouna A.         | Defensa         | 19              | -               | -               | Nigelec         |
| 21    | Moctar Yacouba             | Moctar Y.          | Delantero       | 21              | -               | -               | Nigelec         |
| 22    | Issaka Oumarou             | OUMAROU I.         | Portero         | 25              | -               | -               | Douanes         |
| 23    | Sanoussi Tahirou           | Tahirou            | Centrocampista  | 22              | -               | -               | Garde Nationale |
| D. T. | François Zahoui            | François Zahoui    | François Zahoui | François Zahoui | François Zahoui | François Zahoui | François Zahoui |

## Nigeria
- Lista preliminar de 26 jugadores anunciada el 7 de diciembre de 2015.[47][48]
- Lista  final de 23 jugadores anunciada el 2 de enero de 2016.[49][50][51]

| #     | Nombre                      | Nombre en camiseta | Posición       | Edad          | PJ Sel        | G             | Club                  |
| ----- | --------------------------- | ------------------ | -------------- | ------------- | ------------- | ------------- | --------------------- |
| 1     | Ikechukwu Ezenwa            | EZENWA             | Portero        | 27            | -             | -             | Sunshine Stars        |
| 2     | Kalu Orji Okogbue           | K. ORJI            | Defensa        | 23            | -             | -             | Enugu Rangers         |
| 3     | Chima Akas                  | AKAS               | Defensa        | 21            | -             | -             | Sharks                |
| 4     | Mohammed Usman              | USMAN              | Centrocampista | 21            | -             | -             | Taraba                |
| 5     | Austin Obaroakpo            | OBAROAKPO          | Defensa        | 23            | -             | -             | Abia Warriors         |
| 6     | Jamiu Alimi                 | ALIMI              | Defensa        | 23            | -             | -             | Shooting Stars        |
| 7     | Prince Aggreh               | P. AGGREH          | Delantero      | 19            | -             | -             | Sunshine Stars        |
| 8     | Matthew Ifeanyi             | IFEANYI            | Centrocampista | 18            | -             | -             | El-Kanemi Warriors    |
| 9     | Babatunde Adeniji           | ADENIJI            | Delantero      | 20            | -             | -             | Sunshine Stars        |
| 10    | Paul Onobi                  | ONOBI              | Centrocampista | 23            | -             | -             | Sunshine Stars        |
| 11    | Ezekiel Bassey              | EZEKIEL            | Delantero      | 19            | -             | -             | Enyimba International |
| 12    | Bartholomew Ibenegbu        | IBENEGBU           | Centrocampista | 29            | -             | -             | Warri Wolves          |
| 13    | Chisom Chikatara            | CHIKATARA          | Delantero      | 21            | 2             | 0             | Abia Warriors         |
| 14    | Mathew Etim                 | ETIM               | Defensa        | 26            | -             | -             | Enugu Rangers         |
| 15    | Ibrahim Attah Salau         | SALAU              | Centrocampista | 21            | -             | -             | Shooting Stars        |
| 16    | Olufemi Thomas              | THOMAS             | Portero        | 26            | -             | -             | Enyimba International |
| 17    | Osas Okoro                  | OSAS               | Delantero      | 25            | 3             | 0             | Enugu Rangers         |
| 18    | Yaro Bature                 | BATURE             | Centrocampista | 20            | -             | -             | Nasarawa United       |
| 19    | Christopher Madaki Maichibi | C. MADAKI          | Defensa        | 20            | -             | -             | Giwa                  |
| 20    | Bright Onyedikachi          | ONYEDIKACHI        | Delantero      | 19            | -             | -             | Ifeanyi Ubah          |
| 21    | Stephen Eze                 | EZE                | Defensa        | 21            | -             | -             | Sunshine Stars        |
| 22    | Samson Gbadebo              | GBADEBO            | Defensa        | 19            | -             | -             | Lobi Stars            |
| 23    | Okiemute Odah               | ODAH               | Portero        | 27            | -             | -             | Warri Wolves          |
| D. T. | Sunday Oliseh               | Sunday Oliseh      | Sunday Oliseh  | Sunday Oliseh | Sunday Oliseh | Sunday Oliseh | Sunday Oliseh         |

## República Democrática del Congo
- Lista preliminar de 33 jugadores anunciada el 22 de diciembre de 2015.[52][53]
- Lista final de 23 jugadores anunciada el 6 de enero de 2016.[54][55][56]

| #     | Nombre                   | Nombre en camiseta | Posición       | Edad           | PJ Sel         | G              | Club                     |
| ----- | ------------------------ | ------------------ | -------------- | -------------- | -------------- | -------------- | ------------------------ |
| 1     | Vumi Ley Matampi         | MATAMPI            | Portero        | 26             | -              | -              | Daring Club Motema Pembe |
| 2     | Junior Baometu           | BAOMETU            | Defensa        | 21             | -              | -              | Saint Eloi Lupopo        |
| 3     | Joyce Lomalisa Mutambala | LOMALISA           | Defensa        | 22             | -              | -              | Vita Club                |
| 4     | Padou Bompunga           | BOMPUNGA           | Defensa        | 23             | -              | -              | Vita Club                |
| 5     | Elia Meschack            | MESCHACK           | Delantero      | 18             | -              | -              | Don Bosco                |
| 6     | Zacharie Mombo Lusala    | MOMBO              | Delantero      | 23             | -              | -              | MK Etanchéité            |
| 7     | Doxa Gikanji             | GIKANJI            | Centrocampista | 25             | -              | -              | Daring Club Motema Pembe |
| 8     | Héritier Luvumbu         | LUVUMBU            | Delantero      | 23             | -              | -              | Vita Club                |
| 9     | Christian Ngudikama      | NGUDIKAMA          | Centrocampista | 28             | -              | -              | Vita Club                |
| 10    | Franck Mfuki Kilala      | MFUKI              | Defensa        | 22             | -              | -              | MK Etanchéité            |
| 11    | Sedrick Ngulubi Kilua    | NGULUBI            | Delantero      | 23             | -              | -              | Sharks XI                |
| 12    | Christian Ngimbi         | NGIMBI             | Defensa        | 28             | -              | -              | Renaissance du Congo     |
| 13    | Ricky Tulenge            | TULENGE            | Centrocampista | 22             | -              | -              | Daring Club Motema Pembe |
| 14    | Nelson Munganga          | MUNGANGA           | Centrocampista | 22             | -              | -              | Vita Club                |
| 15    | Jean-Marc Makusu Mundele | MUNDELE            | Delantero      | 23             | -              | -              | Vita Club                |
| 16    | Guelord Landu Makiese    | LANDU              | Portero        | 22             | -              | -              | Vita Club                |
| 17    | Merveille Bope Bokadi    | BOPE               | Centrocampista | 23             | -              | -              | Mazembe                  |
| 18    | Miche Mika               | MICHE              | Centrocampista | 19             | -              | -              | Don Bosco                |
| 19    | Joël Kimwaki             | KIMWAKI            | Defensa        | 29             | -              | -              | Mazembe                  |
| 20    | Guy Lusadisu             | LUSADISU           | Centrocampista | 33             | -              | -              | Vita Club                |
| 21    | Jonathan Bolingi         | BOLINGI            | Delantero      | 21             | -              | -              | Mazembe                  |
| 22    | Yannick Bangala Litombo  | BANGALA            | Defensa        | 21             | -              | -              | Daring Club Motema Pembe |
| 23    | Heritier Nke             | NKE                | Portero        | 23             | -              | -              | Renaissance du Congo     |
| D. T. | Florent Ibenge           | Florent Ibenge     | Florent Ibenge | Florent Ibenge | Florent Ibenge | Florent Ibenge | Florent Ibenge           |

## Ruanda
- Lista preliminar de 32 jugadores anunciada el 8 de diciembre de 2015.[57][58]
- Lista final de 23 jugadores anunciada el 7 de enero de 2016.[59][60][61]

| #     | Nombre                 | Nombre en camiseta | Posición         | Edad             | PJ Sel           | G                | Club                        |
| ----- | ---------------------- | ------------------ | ---------------- | ---------------- | ---------------- | ---------------- | --------------------------- |
| 1     | Eric Ndayishimiye      | E. NDAYISHIMIYE    | Portero          | 27               | -                | -                | Rayon Sport                 |
| 2     | Michel Rusheshangoga   | M. RUSHESHANGOGA   | Defensa          | 21               | -                | -                | Armée Patriotique Rwandaise |
| 3     | Mwemere Ngirinshuti    | N. MWEMERE         | Defensa          | 31               | -                | -                | Police                      |
| 4     | Djihad Bizimana        | D. BIZIMANA        | Centrocampista   | 19               | -                | -                | Armée Patriotique Rwandaise |
| 5     | Amran Nshimiyimana     | A. NSHIMIYIMANA    | Centrocampista   | 27               | -                | -                | Police                      |
| 6     | Yannick Mukunzi        | Y. MUKUNZI         | Centrocampista   | 20               | -                | -                | Armée Patriotique Rwandaise |
| 7     | Rachid Kalisa          | R. KALISA          | Centrocampista   | 19               | -                | -                | Police                      |
| 8     | Emery Bayisenge        | E. BAYISENGE       | Defensa          | 21               | -                | -                | Armée Patriotique Rwandaise |
| 9     | Jacques Tuyisenge      | J. TUYISENGE       | Delantero        | 24               | -                | -                | Police                      |
| 10    | Dany Usengimana        | D. USENGIMANA      | Delantero        | 19               | -                | -                | Police                      |
| 11    | Dominique Savio Nshuti | D. SAVIO           | Delantero        | 19               | -                | -                | Rayon Sport                 |
| 12    | Jean-Claude Iranzi     | J. IRANZI          | Delantero        | 25               | -                | -                | Armée Patriotique Rwandaise |
| 13    | Fitina Omborenga       | F. OMBORENGA       | Defensa          | 19               | -                | -                | Kiyovu Sport                |
| 14    | Celestin Ndayishimiye  | C. NDAYISHIMIYE    | Defensa          | 21               | -                | -                | Mukura Victory Sports       |
| 15    | Faustin Usengimana     | F. USENGIMANA      | Defensa          | 21               | -                | -                | Armée Patriotique Rwandaise |
| 16    | Ernest Sugira          | E. SUGIRA          | Delantero        | 24               | -                | -                | Kigali                      |
| 17    | Innocent Habyarimana   | I. HABYARIMANA     | Delantero        | 29               | -                | -                | Police                      |
| 18    | Olivier Kwizera        | O. KWIZERA         | Portero          | 20               | -                | -                | Armée Patriotique Rwandaise |
| 19    | Yussufu Habimana       | Y. HABIMANA        | Delantero        | 27               | -                | -                | Mukura Victory Sports       |
| 20    | Hegman Ngomirakiza     | H. NGOMIRAKIZA     | Centrocampista   | 24               | -                | -                | Police                      |
| 21    | Fiston Munezero        | F. MUNEZERO        | Defensa          | 25               | -                | -                | Rayon Sport                 |
| 22    | Abdul Rwatubyaye       | A. RWATUBYAYE      | Defensa          | 19               | -                | -                | Armée Patriotique Rwandaise |
| 23    | Jean-Claude Ndori      | J. NDORI           | Portero          | 29               | -                | -                | Armée Patriotique Rwandaise |
| D. T. | Johnny McKinstry       | Johnny McKinstry   | Johnny McKinstry | Johnny McKinstry | Johnny McKinstry | Johnny McKinstry | Johnny McKinstry            |

## Túnez
- Lista preliminar de 27 jugadores anunciada el 5 de enero de 2016.[62][63][64]
- Lista final de 23 jugadores anunciada el 6 de enero de 2016.[65][66]

| #     | Nombre              | Nombre en camiseta | Posición       | Edad           | PJ Sel         | G              | Club                     |
| ----- | ------------------- | ------------------ | -------------- | -------------- | -------------- | -------------- | ------------------------ |
| 1     | Rami Jeridi         | JERIDI             | Portero        | 31             | -              | -              | Sfaxien                  |
| 2     | Iheb Mbarki         | MBARKI             | Defensa        | 23             | -              | -              | Espérance de Tunis       |
| 3     | Slimène Kchok       | KCHOK              | Defensa        | 21             | -              | -              | Bizertin                 |
| 4     | Zied Boughattas     | BOUGHATTAS         | Defensa        | 25             | -              | -              | Espérance de Tunis       |
| 5     | Ali Machani         | MACHANI            | Defensa        | 22             | -              | -              | Espérance de Tunis       |
| 6     | Yassine Meriah      | MERIAH             | Defensa        | 22             | -              | -              | Sfaxien                  |
| 7     | Marouane Tej1       | TEJ                | Centrocampista | 27             | -              | -              | Étoile Sportive du Sahel |
| 8     | Abdelkader Oueslati | OUESLATI           | Centrocampista | 24             | -              | -              | Club Africain            |
| 9     | Ahmed Akaïchi       | AKAICHI            | Delantero      | 26             | -              | -              | Étoile Sportive du Sahel |
| 10    | Ahmed Khalil2       | KHALIL             | Centrocampista | 21             | -              | -              | Club Africain            |
| 11    | Edem Rjaïbi         | RJAIBI             | Delantero      | 21             | -              | -              | Espérance de Tunis       |
| 12    | Ali Maaloul         | MAALOUL            | Defensa        | 26             | -              | -              | Sfaxien                  |
| 13    | Karim Aouadhi       | AOUADHI            | Centrocampista | 29             | -              | -              | Sfaxien                  |
| 14    | Mohamed Ben Amor    | BEN AMOR           | Centrocampista | 23             | -              | -              | Étoile Sportive du Sahel |
| 15    | Mohamed Ali Moncer  | MONCER             | Delantero      | 24             | -              | -              | Sfaxien                  |
| 16    | Zied Jebali         | JEBALI             | Portero        | 25             | -              | -              | Étoile Sportive du Sahel |
| 17    | Hamza Mathlouthi    | MATHLOUTHI         | Defensa        | 23             | -              | -              | Bizertin                 |
| 18    | Saad Bguir          | BGUIR              | Centrocampista | 21             | -              | -              | Espérance de Tunis       |
| 19    | Hichem Essifi       | ESSIFI             | Delantero      | 28             | -              | -              | Stade Gabésien           |
| 20    | Seifeddine Jaziri   | JAZIRI             | Delantero      | 22             | -              | -              | Club Africain            |
| 21    | Zied Derbali        | DERBALI            | Defensa        | 31             | -              | -              | Sfaxien                  |
| 22    | Ali Jemal           | JEMAL              | Portero        | 25             | -              | -              | Ben Guerdane             |
| 23    | Ahmed Hosni         | HOSNI              | Centrocampista | 27             | -              | -              | Stade Gabésien           |
| D. T. | Hatem Missaoui      | Hatem Missaoui     | Hatem Missaoui | Hatem Missaoui | Hatem Missaoui | Hatem Missaoui | Hatem Missaoui           |

## Uganda
- Lista preliminar de 41 jugadores anunciada el 30 de diciembre de 2015,[70][71] reducida 26 jugadores el 5 de enero de 2015.[72]
- Lista final de 23 jugadores anunciada el 6 de enero de 2015.[73][74][75][76]

| #     | Nombre             | Nombre en camiseta | Posición           | Edad               | PJ Sel             | G                  | Club                           |
| ----- | ------------------ | ------------------ | ------------------ | ------------------ | ------------------ | ------------------ | ------------------------------ |
| 1     | Mathias Kigonya    | KIGONYA            | Portero            | 19                 | -                  | -                  | Bright Stars                   |
| 2     | Dennis Okot        | OKOT DENIS         | Defensa            | 25                 | -                  | -                  | Kampala Capital City Authority |
| 3     | Joseph Nsubuga     | NSUBUGA            | Defensa            | 19                 | -                  | -                  | Bright Stars                   |
| 4     | Richard Kassaga    | KASSAGA            | Defensa            | 22                 | -                  | -                  | Uganda Revenue Authority       |
| 5     | Bernard Muwanga    | MUWANGA            | Defensa            | 22                 | -                  | -                  | Bright Stars                   |
| 6     | Keziron Kizito     | KEZIRON            | Centrocampista     | 18                 | -                  | -                  | Vipers                         |
| 7     | Joseph Ochaya      | OCHAYA             | Defensa            | 22                 | -                  | -                  | Kampala Capital City Authority |
| 8     | Muzamil Mutyaba    | MUTYABA            | Centrocampista     | 22                 | -                  | -                  | Kampala Capital City Authority |
| 9     | Robert Sentongo    | SENTONGO           | Delantero          | 27                 | -                  | -                  | Uganda Revenue Authority       |
| 10    | Faruku Miya        | MIYA               | Centrocampista     | 18                 | -                  | -                  | Vipers                         |
| 11    | Erisa Ssekisambu   | SSEKISAMBU         | Delantero          | 20                 | -                  | -                  | Vipers                         |
| 12    | Hassan Wasswa Dazo | WASSWA DAZO        | Defensa            | 22                 | -                  | -                  | Kampala Capital City Authority |
| 13    | Frank Kalanda      | KALANDA            | Delantero          | 24                 | -                  | -                  | Uganda Revenue Authority       |
| 14    | Geoffrey Serunkuma | SERUNKUMA          | Delantero          | 32                 | -                  | -                  | Lweza                          |
| 15    | Ceasar Okhuti      | OKHUTI             | Delantero          | 25                 | -                  | -                  | Express                        |
| 16    | Ivan Ntege         | NTEGE IVAN         | Centrocampista     | 21                 | -                  | -                  | Kampala Capital City Authority |
| 17    | Isaac Muleme       | MULEME ISAAC       | Defensa            | 23                 | -                  | -                  | Villa Jogoo                    |
| 18    | Ismail Watenga     | WATENGA ISMA       | Portero            | 20                 | -                  | -                  | Vipers                         |
| 19    | Timothy Awany      | AWANY              | Defensa            | 19                 | -                  | -                  | Kampala Capital City Authority |
| 20    | James Alitho       | ALITHO JAMES       | Portero            | 20                 | -                  | -                  | Vipers                         |
| 21    | Ambrose Kirya      | KIRYA AMBROSE      | Centrocampista     | 19                 | -                  | -                  | Villa Jogoo                    |
| 22    | Martin Kizza       | KIZZA              | Centrocampista     | 18                 | -                  | -                  | Villa Jogoo                    |
| 23    | Edris Lubega1      | LUBEGA             | Delantero          | 17                 | -                  | -                  | Proline                        |
| D. T. | Milutin Sredojević | Milutin Sredojević | Milutin Sredojević | Milutin Sredojević | Milutin Sredojević | Milutin Sredojević | Milutin Sredojević             |

## Zambia
- Lista preliminar de 26 jugadores anunciada el 12 de diciembre de 2015,[79] ampliada a 28 el 23 de diciembre.[80]
- Lista final de 23 jugadores anunciada el 5 de enero de 2016.[81][82]

| #     | Nombre               | Nombre en camiseta | Posición          | Edad              | PJ Sel            | G                 | Club              |
| ----- | -------------------- | ------------------ | ----------------- | ----------------- | ----------------- | ----------------- | ----------------- |
| 1     | Jacob Banda          | BANDA .J           | Portero           | 27                | -                 | -                 | ZESCO United      |
| 2     | Solomon Sakala       | SAKALA             | Defensa           | 18                | -                 | -                 | Kabwe Warriors    |
| 3     | Stephen Kabamba      | KABAMBA            | Defensa           | 25                | -                 | -                 | Green Buffaloes   |
| 4     | Christopher Munthali | MUNTHALI           | Defensa           | 24                | -                 | -                 | Nkana             |
| 5     | Buchizya Mfune       | MFUNE              | Defensa           | 36                | -                 | -                 | Green Buffaloes   |
| 6     | Donashano Malama     | MALAMA             | Defensa           | 24                | -                 | -                 | Nkana             |
| 7     | Spencer Sautu        | SAUTU              | Centrocampista    | 19                | -                 | -                 | Red Arrows        |
| 8     | Isaac Chansa         | CHANSA             | Centrocampista    | 31                | -                 | -                 | Zanaco            |
| 9     | Conlyde Luchanga     | LUCHANGA           | Delantero         | 18                | -                 | -                 | Lusaka Dynamos    |
| 10    | Mwelwa Mwape         | MWAPE              | Centrocampista    | 29                | -                 | -                 | ZESCO United      |
| 11    | Christopher Katongo  | KATONGO .C         | Delantero         | 33                | -                 | -                 | Green Buffaloes   |
| 12    | Benson Sakala        | SAKALA             | Centrocampista    | 19                | -                 | -                 | Red Arrows        |
| 13    | Adrian Chama         | CHAMA .A           | Defensa           | 26                | -                 | -                 | Green Buffaloes   |
| 14    | Jackson Chirwa       | CHIRWA             | Centrocampista    | 20                | -                 | -                 | Green Buffaloes   |
| 15    | George Chilufya      | CHILUFYA           | Defensa           | 29                | -                 | -                 | Zanaco            |
| 16    | Lawrence Mulenga     | MULENGA            | Portero           | 17                | -                 | -                 | Kabwe Warriors    |
| 17    | Clatous Chama        | CHAMA .C           | Centrocampista    | 24                | -                 | -                 | ZESCO United      |
| 18    | Adamson Mulao        | MULAO              | Delantero         | 26                | -                 | -                 | Green Eagles      |
| 19    | Mwila Phiri          | PHIRI JR           | Centrocampista    | 21                | -                 | -                 | Green Eagles      |
| 20    | Patson Daka          | DAKA               | Delantero         | 17                | -                 | -                 | Nchanga Rangers   |
| 21    | Daut Musekwa         | MUSEKWA            | Defensa           | 27                | -                 | -                 | ZESCO United      |
| 22    | Rachar Kola          | KOLA               | Portero           | 28                | -                 | -                 | Zanaco            |
| 23    | Salulani Phiri       | PHIRI              | Centrocampista    | 21                | -                 | -                 | Zanaco            |
| D. T. | George Lwandamina    | George Lwandamina  | George Lwandamina | George Lwandamina | George Lwandamina | George Lwandamina | George Lwandamina |

## Zimbabue
- Lista preliminar de 32 jugadores anunciada el 3 de diciembre de 2015.[83][84]
- Lista final de 23 jugadores anunciada el 13 de enero de 2016.[85][86]

| #     | Nombre                | Nombre en camiseta | Posición        | Edad            | PJ Sel          | G               | Club            |
| ----- | --------------------- | ------------------ | --------------- | --------------- | --------------- | --------------- | --------------- |
| 1     | Donovan Benard        | BENARD             | Portero         | 20              | -               | -               | How Mine        |
| 2     | Elisha Muroiwa        | MUROIWA            | Defensa         | 26              | -               | -               | Dynamos         |
| 3     | Ocean Mushure         | MUSHURE            | Defensa         | 30              | -               | -               | Dynamos         |
| 4     | Lawrence Mhlanga      | MHLANGA            | Defensa         | 22              | -               | -               | Highlanders     |
| 5     | Joel Ngodzo           | NGODZO             | Centrocampista  | 25              | -               | -               | CAPS United     |
| 6     | Hardlife Zvirekwi     | ZVIREKWI           | Defensa         | 28              | -               | -               | CAPS United     |
| 7     | Rodreck Mutuma        | MUTUMA             | Delantero       | 27              | -               | -               | Dynamos         |
| 8     | Gerald Takwara        | TAKWARA            | Centrocampista  | 21              | -               | -               | Platinum        |
| 9     | Farai Madhanaga       | MADHANAGA          | Defensa         | 20              | -               | -               | Flame Lilly     |
| 10    | Knox Mutizwa          | MUTIZWA            | Centrocampista  | 22              | -               | -               | Highlanders     |
| 11    | Ronald Chitiyo        | CHITIYO            | Centrocampista  | 23              | -               | -               | Dynamos         |
| 12    | Bruce Kangwa          | KANGWA             | Defensa         | 27              | -               | -               | Highlanders     |
| 13    | Stephen Mukatuka      | MUKATUKA           | Defensa         | 17              | -               | -               | CAPS United     |
| 14    | Raphael Manuvire      | MANUVIRE           | Centrocampista  | 27              | -               | -               | ZPC Kariba      |
| 15    | Nqobizitha Masuku     | MASUKU             | Centrocampista  | 22              | -               | -               | Highlanders     |
| 16    | Tatenda Mkuruva       | MKURUVA            | Portero         | 20              | -               | -               | Dynamos         |
| 17    | Marshall Mudehwe      | MUDEHWE            | Centrocampista  | 22              | -               | -               | Platinum        |
| 18    | Francisco Zikumbawire | FRANCISCO          | Delantero       | 25              | -               | -               | Harare City     |
| 19    | Moses Demera          | DEMERA             | Delantero       | 26              | -               | -               | Flame Lilly     |
| 20    | William Manondo       | MANONDO            | Centrocampista  | 24              | -               | -               | Harare City     |
| 21    | Edmore Chirambadare   | EDMORE             | Delantero       | 23              | -               | -               | Chicken Inn     |
| 22    | Blessing Moyo         | MOYO               | Defensa         | 20              | -               | -               | Dynamos         |
| 23    | Elvis Chipezeze       | CHIPEZEZE          | Portero         | 25              | -               | -               | Chicken Inn     |
| D. T. | Callisto Pasuwa       | Callisto Pasuwa    | Callisto Pasuwa | Callisto Pasuwa | Callisto Pasuwa | Callisto Pasuwa | Callisto Pasuwa |